# Mobile broadband

Мобільний широкосмуговий доступ до Інтернету в 2012 році, у відсотках від населення країн

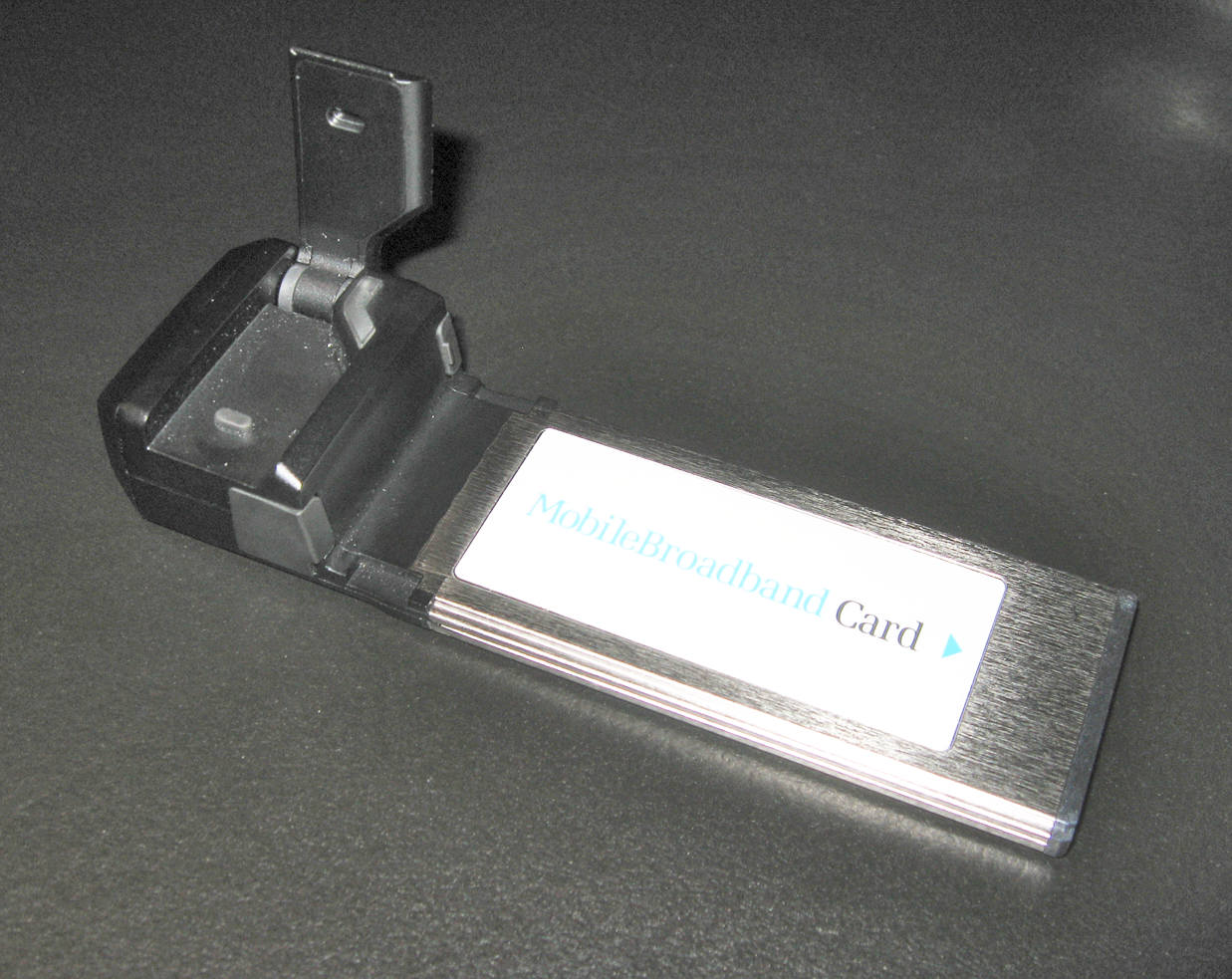
Mobile broadband модем для ноутбука з інтерфейсом Expresscard/34

Mobile broadband, або Мобі́льний широкосмугови́й до́ступ — маркетинговий термін для Broadband бездротового доступу до Інтернету через мобільний модем, мобільний телефон, бездротовий модем USB, планшет або інші мобільні пристрої. Перший бездротовий доступ до Інтернету став можливим в 1991 році як частина другого покоління (2G) технології мобільного зв'язку. Більш високі швидкості стали доступні в 2001 році і 2006 році в рамках третього (3G) і четвертого (4G) поколінь.
Станом на червень 2011 співвідношення мобільного трафіку до фіксованого становило 1:20. З 2008 по 2011 роки обсяги передачі мобільних даних у світі зросли в 19,9 раза.

## Покоління та стандарти
Приблизно кожні десять років з'являються нові мобільні телефонні технології, пов'язані зі зміною фундаментального характеру послуг, переважно не зворотньо суміснні з попередніми технологіями. Вони відрізняються технологією передачі даних, більш високими піковими швидкостями, новими частотними діапазонами, більш широкою смугою пропускання частотного каналу. Ці переходи між технологіями називають поколіннями. Перші послуги мобільної передачі даних стали доступними у другому поколінні (2G).
| Швидкість у Кб/с   | завантаження and вивантаження | завантаження and вивантаження |
| • GSM CSD          | 9.6 Кб/с                      | 9.6 Кб/с                      |
| • CDPD             | до 19.2 Кб/с                  | до 19.2 Кб/с                  |
| • GSM GPRS (2.5G)  | 56—115 Кб/с                   | 56—115 Кб/с                   |
| • GSM EDGE (2.75G) | до 237 Кб/с                   | до 237 Кб/с                   |

| Швидкість у Mbit/s   | завантаження | вивантаження |
| • UMTS W-CDMA        | 0.4 Mbit/s   | 0.4 Mbit/s   |
| • UMTS HSPA          | 14.4         | 5.8          |
| • UMTS TDD           | 16 Mbit/s    | 16 Mbit/s    |
| • CDMA2000 1xRTT     | 0.3          | 0.15         |
| • CDMA2000 EV-DO     | 2.5—4.9      | 0.15—1.8     |
| • GSM EDGE-Evolution | 1.6          | 0.5          |

| Швидкість у Mbit/s | Швидкість у Mbit/s                     | завантаження   | вивантаження   |
| •                  | HSPA+                                  | 21—672         | 5.8—168        |
| •                  | Mobile WiMAX (802.16)                  | 37—365         | 17—376         |
| •                  | LTE                                    | 100—300        | 50—75          |
| •                  | LTE-Advanced:                          |                |                |
|                    | • moving at higher speeds              | 100 Mbit/s     | 100 Mbit/s     |
|                    | • not moving or moving at lower speeds | до 1000 Mbit/s | до 1000 Mbit/s |
| •                  | MBWA (802.20)                          | 80 Mbit/s      | 80 Mbit/s      |

## Мобільний ШСД в Україні
Такі світові проблеми, як брак якісного покриття мобільного ШСД, різниця між містом і селом, недостатній рівень безпеки, потреба у масштабних інвестиціях в інфраструктуру тощо, — гальмують зростання мобільного трафіку для України. Необхідно подбати про необхідний частотний ресурс для функціонування мобільного ШСД, можливі частотні стратегії розвитку та оптимальні бізнесмоделі.
Зараз в Україні ще немає такої потреби, яка, наприклад, вже виникла в Білорусі, де ШСД також використовують для передачі дуже великого потоку даних. Наприклад, йдеться про необхідність передачі великих потоків інформації при здійсненні хірургічних операцій, медичних досліджень, для роботи залізничного транспорту тощо.
Дуже важливою є взаємодія LTE мереж із існуючими CDMA-2000 мережами. Для LTE мереж «проривного додатку» (killer app) поки ще не знайдено.
В Україні не буде істотних відмінностей від тих тенденцій, які зараз спостерігаються у світі. За минулий час мережі мобільного ШСД вже довели свою працездатність. Розвиток цих мереж випереджає розвиток будь-яких інших телекомунікаційних мереж, чи то фіксований ШСД, чи то голосовий зв'язок. Причому, випередження відбувається як за показниками трафіку і за кількістю абонентів, так і за доходами операторів.
В Україні вже розгорнуто мережі мобільного WiMAX, національне покриття очікується протягом найближчих років.